# 登米町

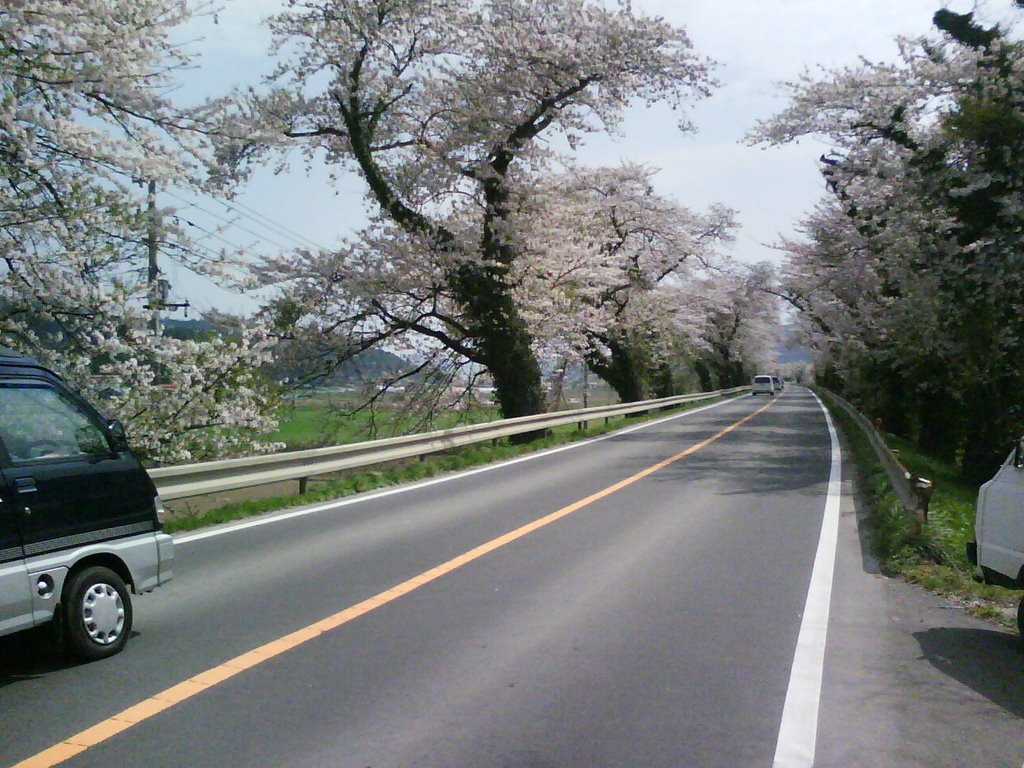
登米町、北上川沿いの堤防の桜並木

登米町（とよままち）は、宮城県北東部にあった町である。キャッチフレーズは「みやぎの明治村」。古くから宮城県北部の中心として栄えてきた。2005年4月1日に合併により登米市（とめし）となった。

## 名称
続日本紀に遠山村と記され、後の登米村と認められる史実があることから、遠山が「とよま」の語源とされている。とよまの原音はアイヌ語の「トイオマ（食べられる土のあるところの意）」であり、登米町一帯はアイヌが食べたと思われるアルカリ性の白い岩石が多く発掘されている。
明治初めの郡区町村編制のときに簡易な読み方として「とめ」が郡名に採用された。そのため、郡名は「とめ」、町名は「とよま」と読むようになった。なお、合併によって誕生した登米市の市名は「とめ」であるが、合併後の旧町名は大字の一部となり、そちらの読み方は「とよま」である。

## 地理
宮城県北部に位置した町である。町の中央を北上川が流れ、東側が北上山地、西側が田園地帯になっている。
- 山：狐ヶ森、草飼山
- 河川：北上川

### 隣接していた自治体
- 宮城県
  - 登米郡 東和町、中田町、米山町、豊里町
  - 本吉郡 津山町、志津川町

## 歴史
- 奈良時代より、登米郡の名前が見られる。
- 1869年 涌谷県が登米県となり、県庁が置かれる。
- 1871年 一関県、のちに水沢県となる。
- 1872年 水沢県の県庁が登米に移転する。
- 1873年 寺池村・日野渡村・小島村・日根牛村の四ヶ村合併して登米村と称する。
- 1875年 水沢県の県庁が一関に移転する。
- 1879年 日根牛村が分離する。
- 1889年4月1日 市町村制施行により、登米村と日根牛村が合併し、登米町が誕生する。
- 1921年 仙北鉄道開通。
- 1945年 北上川に北上大橋がかかる。
- 1968年 仙北鉄道登米線廃止。
- 2005年4月1日 登米郡内各町および本吉郡津山町と合併し、登米市となる。

## 行政
- 最後の町長：中澤弘（2000年3月〜）

## 教育
高等学校
宮城県登米高等学校
中学校
登米町立登米中学校
小学校
登米町立登米小学校

## 交通

### 鉄道
町内に鉄道路線は無い。鉄道を利用する場合の最寄り駅は、JR東日本気仙沼線柳津駅。
かつては仙北鉄道が町内を通過し、終点登米駅があった。

### 高速バス
- 県庁市役所前（仙台）〜とよま総合支所線
  - 県庁市役所前〜仙台駅前〜仙台東IC〜河北IC〜追波川運動公園〜柳津三丁目〜とよま明治村（とよま観光物産センター）〜とよま総合支所
  - 所要時間：97分

### 道路
- 一般国道
  - 国道342号
- 都道府県道
  - 宮城県道15号古川登米線
  - 宮城県道36号築館登米線
  - 宮城県道172号志津川登米線
  - 宮城県道201号石森登米線
  - 宮城県道202号東和登米線
  - 宮城県道230号小島豊里線
  - 宮城県道257号河南登米線

## 観光
キャッチコピーを「みやぎの明治村」とし、登米市を代表する観光地区として年間20万人を超える観光客が訪れている。

### 名所・旧跡

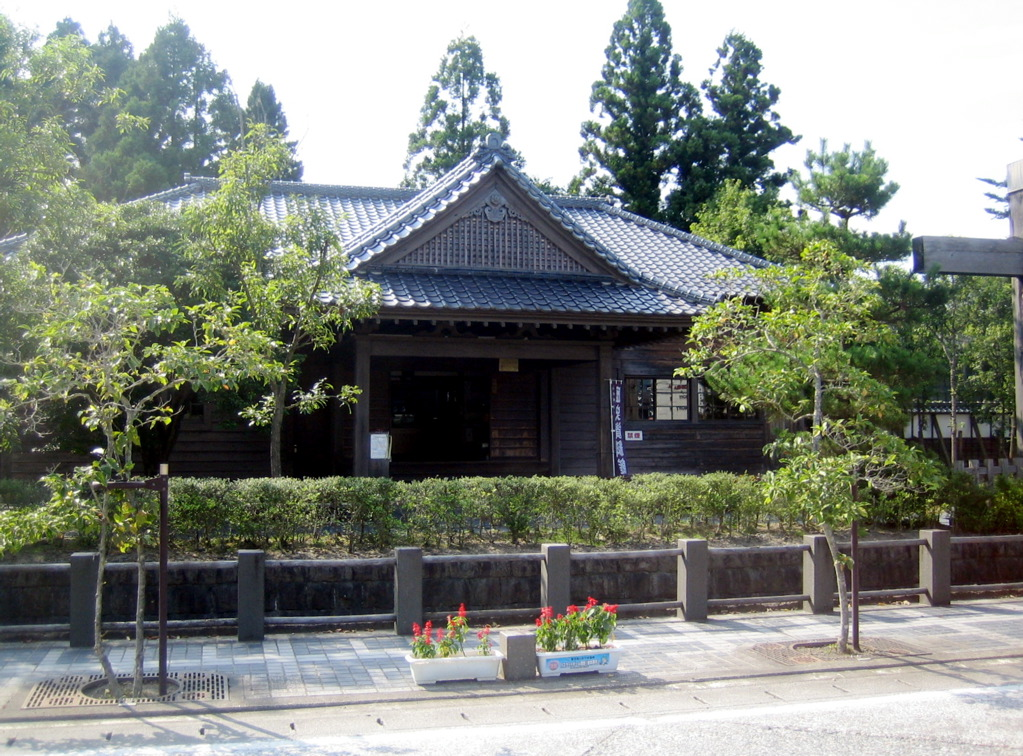
水沢県庁記念館

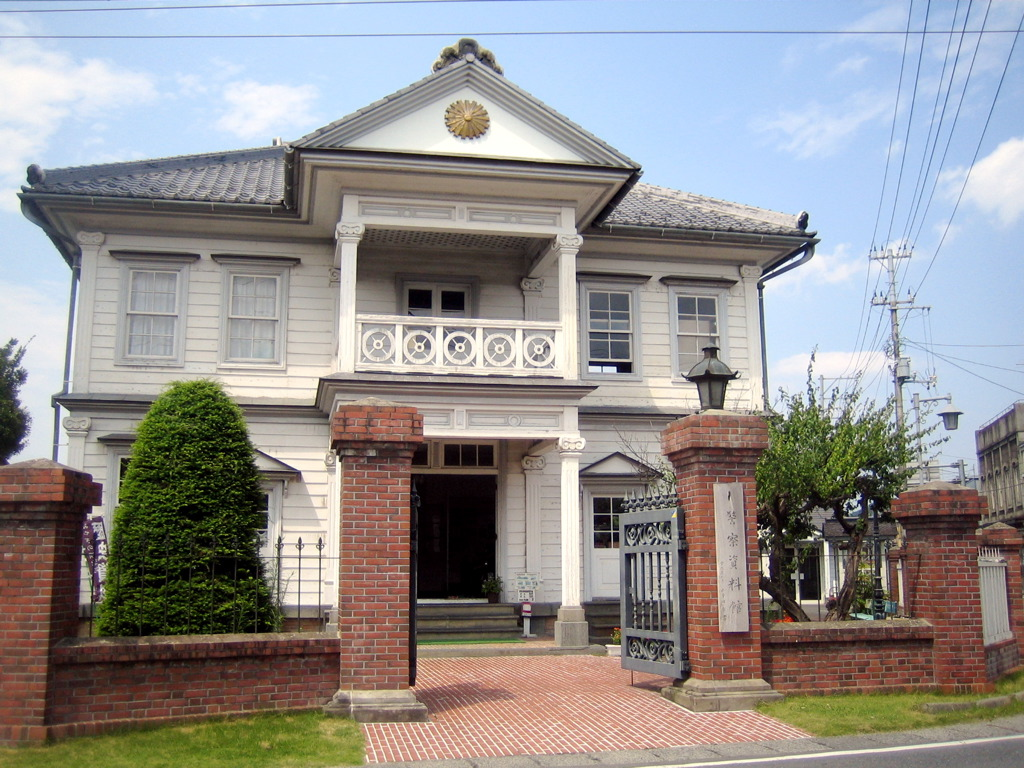
警察資料館

- 教育資料館（旧登米高等尋常小学校校舎・重要文化財）
- 警察資料館（旧登米警察署庁舎・宮城県指定有形文化財）
- 登米懐古館
- 水沢県庁記念館（旧水沢県庁庁舎）
- 伝統芸能伝承館森舞台
- 武家屋敷 春蘭亭
- 登米歴史民俗資料館
- 蔵の資料館（登録有形文化財）
- アンティーク資料館
- 寺池城

### 食文化
- はっと
- 油麩
  - 油麩丼
- 鰻
- 仙台味噌
- 醤油
- ササニシキ
- 太白飴

### 祭り・イベント
- 絵のまち巡り
- みやぎ北上連邦とよま凧あげ大会
- とよま茶会
- 登米芭蕉祭俳句大会
- かっぱ市
- とよま明治村夏まつり
- とよま薪能
- 登米秋まつり
- みやぎ北上連邦カッパハーフマラソン

### 登米八景
仙台藩では八景が各所で選定されていた。登米においても八景が選定され、登米八景なるものが定められた。
- 太白山の晩鐘
- 八幡山の秋月
- 鶴ケ𡉻の落雁
- 館山の晴嵐
- 北上川の帰帆
- 高森の暮雪
- 赤坂の夜雨
- 長橋の夕照